# 낫아웃 (영화)
《낫아웃》은 2021년에 공개된 대한민국의 영화이다. 2021년 4월 30일, 제22회 전주국제영화제 한국 경쟁작으로 CGV전주고사에서 첫 상영되었다.

## 캐스팅
- 정재광: 광호 역
- 이규성: 민철 역
- 송이재: 수현 역
- 김우겸: 성태 역
- 정승길: 승길 역
- 김희창: 감독 역
- 허정도: 사장 역
- 최희승: 희승 역

## 수상 및 후보
- 제42회 청룡영화상 신인남우상 (정재광) 수상
- 제22회 전주국제영화제 - CGV아트하우스 - 창작지원상 (이정곤) 수상
- 제22회 전주국제영화제 - 왓챠가 주목한 장편 (이정곤) 수상
- 제22회 전주국제영화제 - 한국경쟁 (이정곤) 후보
- 제22회 전주국제영화제 - 한국경쟁 - 배우상 (정재광) 수상